# Stelis humilis
Stelis humilis är en orkidéart som beskrevs av John Lindley. Stelis humilis ingår i släktet Stelis och familjen orkidéer. Inga underarter finns listade i Catalogue of Life.